# 달려라 마야
《달려라 마야》(영어: Maya)는 1966년 개봉한 미국 영화이다.

## 출연
- 제이 로스 - 테리
- 클린트 워커 - 휴고
- 사지드 칸 - 라지

## 한국판 성우진(KBS) (1987년 10월 8일)
- 이연희 - 테리(제이 로스)
- 송두석 - 휴고(클린트 워커)
- 유지영 - 라지(사지드 칸)
- 박상일 - 감무(파이디 자이라즈)
- 백진 - 애꾸눈(I.S. 조하르)
- 전기병 - 셀리나(소니아 사니)
- 김계원 - 라지의 아버지(나나 팔시카)
- 이동주 - 매표소 직원(마두스단 파탁)

### KBS판 스태프
- 타이틀 - 이석인
- 음악 - 이남홍
- 효과 - 박인식
- 녹음기술 - 박영래
- 번역 - 최옥희
- 녹음연출 - 이성주